# Volkspetitionnement van 1878

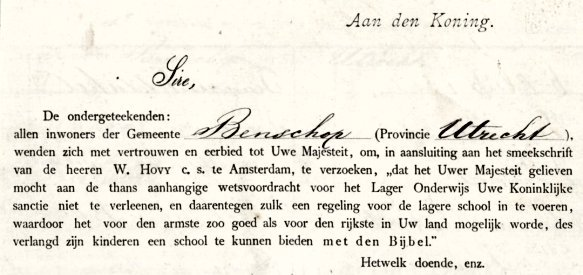
Inwoners van de gemeente Benschop tekenen voor gelijkberechtiging van de scholen met de Bijbel.

Het Volkspetitionnement van 1878  was een volkspetitionnement in 1878 dat pleitte voor overheidssubsidiëring van bijzonder onderwijs in Nederland.
In 1878 formuleerde de liberale jurist en minister van binnenlandse zaken Johannes Kappeyne van de Coppello (1822-1895) een herziening van de onderwijswet van 1857. Hierin werd alleen voorzien in de overheidssubsidiëring van het openbare onderwijs. Het confessionele onderwijs moest het zonder financiering doen, maar wel voldoen aan dezelfde nieuwe hogere eisen. Dit schoot de confessionele politici, in het bijzonder Abraham Kuyper (1837-1920), in het verkeerde keelgat. Hij organiseerde daarop een volkspetitionnement, waarin 'het volk achter de kiezer' gemobiliseerd werd. In totaal werden 305.869 protestantse en 164.000 katholieke handtekeningen opgehaald, op een electoraat van ongeveer 100.000 man.
Het bijzondere aan het volkspetitionnement is niet alleen dat voor het eerst het 'gewone' volk in de politiek betrokken werd, maar ook dat orthodox-protestanten en katholieken in de politiek gingen samenwerken. Bovendien speelde deze gebeurtenis een belangrijke rol in de oprichting van de ARP.